# Планеты (сериал)
«Планеты» (англ. The Planets) — английский телевизионный документальный сериал BBC/PBS 2019 года о Солнечной системе, представленный профессором Брайаном Коксом в британской версии и Закари Куинто в американской версии.
Премьера состоялась на канале BBC Two 28 мая 2019 года. В каждой из пяти серий подробно рассматривается каждая планета Солнечной системы, исследуются научные теории и гипотезы о формировании и эволюции Солнечной системы, полученные в результате беспилотных полетов к планетам.
Повествование ведущего ведется из живописных мест Земли схожих с поверхностями некоторых планет Солнечной системы с обширными компьютерными изображениями и кадрами из космических миссий. Сериал был создан в партнерстве BBC Studios и Открытым университетом Великобритании.

## Эпизоды
| № | Название                                    | US title     | Режиссёр       | Дата премьеры | Зрители UK (млн) |
| --- | ------------------------------------------- | ------------ | -------------- | ------------- | ---------------- |
| 1 | «Вспышки на Солнце — Планеты земной группы» | Inner Worlds | Мартин Джонсон | 28 мая 2019   | 3.24             |
| Исследуя планеты земной группы в центре Солнечной системы, профессор Кокс приводит новые доказательства необычного происхождения Меркурия и враждебной атмосферы Венеры, противопоставляя их живительной планете Земля и бесплодному Марсу.      |                                             |              |                |               |                  |
| 2 | «Две сестры — Земля и Марс»                 | Mars         | Стивен Кутер   | 4 июня 2019   | 3.25             |
| Профессор Кокс сравнивает две каменистые планеты в обитаемой зоне, размышляя над теми факторами которые сделали Землю оазисом жизни, а Марс безмолвной пустыней.                                                                                 |                                             |              |                |               |                  |
| 3 | «Крёстный отец — Юпитер»                    | Jupiter      | Стивен Кутер   | 11 июня 2019  | 3.03             |
| Глядя на газового гиганта Юпитер, самую большую и старейшую планету в Солнечной системе, профессор Кокс обсуждает, как он сформировал свою часть Солнечной системы, включая её огромное гравитационное влияние и его влияние на Пояс Астероидов. |                                             |              |                |               |                  |
| 4 | «Жизнь за Солнцем — Сатурн»                 | Saturn       | Ник Стейси     | 18 июня 2019  | 2.39             |
| Кокс смотрит на газового гиганта Сатурн с его характерными кольцами и множеством лун, изучая новые доказательства, обнаруженные миссией НАСА Кассини-Гюйгенс.                                                                                    |                                             |              |                |               |                  |
| 5 | «Во тьму — Ледяные миры»                    | Ice Worlds   | Мартин Джонсон | 25 июня 2019  | 2.30             |
| Уран, Нептун и новые находки обнаруженные миссией НАСА «Новые горизонты», направленной на изучение карликовой планеты Плутон и пояса Койпера. |                                             |              |                |               |                  |